# 玻璃動物園
玻璃動物園（The Glass Menagerie）是田纳西·威廉斯於1944年首次發表的一部以五個角色構成的回憶劇，也讓他從此一舉成名。這部戲劇充滿強烈的自傳元素，威廉斯以現實世界中的自己、神經質的母親，以及精神脆弱的姐姐蘿絲（Rose）來塑造劇中角色。在創作過程中，威廉斯引用了他早年戲劇作品追求者中的短篇故事。
1944年這部戲劇在芝加哥首次開演。儘管最初並不受大眾歡迎，但因芝加哥兩位評論家阿什頓‧史蒂文斯和克勞蒂婭‧卡西迪的熱心聲援，製作人得以讓這齣戲在百老匯演出，並贏得1945年的紐約圈內劇評人獎。玻璃動物園是威廉斯第一部成功的戲劇，他也繼而成為美國最受尊敬的劇作家之一。

## 角色介紹

### 阿曼達‧溫菲爾德
一位光彩不再、被丈夫拋棄卻努力在惡劣經濟情況下撫養兩個孩子的南方淑女。阿曼達渴望能重溫她年輕時的安逸，也希望自己的孩子們能像她一樣，但連她自己都一度承認對孩子們的期望已轉換成對他們的怨恨。

### 湯姆‧溫菲爾德
阿曼達的兒子，和蘿拉是姊弟關係。湯姆在一間鞋倉工作以維持家計，但這份工作卻讓他感到挫敗並渴望成為詩人。他因為失眠和煩惱而努力地寫作，然而，他每晚都會待在電影院或是去當地的酒吧來逃避現實。湯姆覺得家庭是他的義務卻也是他的負擔，所以他渴望能夠遠走高飛。

### 蘿拉‧溫菲爾德
阿曼達的女兒，同時也是湯姆的姊姊。兒時疾病讓她從此跛行，也因為心理脆弱和自卑情結把自己與外界隔絕。她用她的玻璃雕刻收藏品創造了一個自我象徵的世界，獨角獸就象徵著蘿拉因為它既獨特又脆弱。

### 吉姆‧歐康納
湯姆和蘿拉高中時的老相識。當時吉姆的朋友帥伯在蘇丹高中熱衷於運動和演戲，相當地出風頭，然而畢業後的幾年吉姆卻不怎麼風光，在劇裡，他像湯姆一樣在鞋倉裡當運務員。他學習與戴尔·卡耐基相關的演講藝術課以及自我修為思想的行為，很明顯的，他希望可以再次成為眾人的焦點。

### 溫菲爾德先生
阿曼達失蹤的丈夫，同時也是蘿拉和湯姆的父親。溫菲爾德先生英俊又有魅力，他在一間電話公司工作，因常使用長途電話，最後愛上了遙遠的遠方，在16年前便拋棄家庭離家出走。 雖然溫菲爾德先生沒有出現在舞台上，但卻常被阿曼達提起，而他的照片也被掛在溫菲爾德一家客廳中顯眼的地方。劇作者威廉斯似乎運用了自己父親的特質投射到這個不曾出現的角色上。

## 劇情大綱
湯姆是這齣戲劇中的旁白亦是主角，他以回憶他的母親阿曼達和姊姊蘿拉的方式來介紹這齣戲給觀眾。不過因為是回憶劇，湯姆也提醒觀眾們他們看見的也許並沒有真的發生。阿曼達‧溫菲爾德，一位中年且光彩不再的南方淑女，和她二十一、二歲的兒子湯姆以及他的姊姊蘿拉一同住在聖路易一間狹小昏暗的公寓裡。儘管阿曼達被丈夫拋棄又現實，她仍渴望著重溫過去身為一位受人追捧的名媛淑女時得到的愉悅與讚美。她特別擔心跛腳（一場小兒麻痺的後遺症）的年輕女兒蘿拉的未來，也害怕來自外面世界的不安全感。湯姆努力地在一間鞋倉工作賺錢養家。他因平凡又無趣的日常生活而不耐煩，於是努力地寫作，同時也花了許多閒暇時間去看電影—或如他所說的整整一晚。
阿曼達熱衷於把女兒推銷出去（或像她說的，找一位「紳士的訪客」）。蘿拉因為太害羞在高中時輟學，也從後來的文秘課程半途而廢，她花了許多時間在擦亮和擺設她的迷你玻璃動物收藏品。因為母親硬是要湯姆介紹追求者給蘿拉，於是他只好邀請一位工作上的熟人吉姆回家吃晚飯。高興的阿曼達整理了公寓，準備一頓特別的晚餐，和吉姆暢談，使她回想起自己年輕時也擁有許多追求者。 蘿拉發現高中時吉姆吸引著她的男孩，蘿拉也經常想起他。雖然害羞的蘿拉與「最有可能得手的」吉姆之間只不過是疏遠、輕描淡寫的關係。
最初，蘿拉無法克服害羞，她無法和他們共進晚餐，則假裝自己生病了。晚餐後，吉姆和蘿拉被獨留在只有燭光照亮的客廳，等待電力恢復。（湯姆沒有繳交電費，這暗示觀眾，他正在存錢，準備離開這個家。）過程中，吉姆意識到了蘿拉的自卑感並鼓勵她對自己要有自信。他和蘿拉跳一段漫舞，吉姆不小心撞到了玻璃動物園，獨角獸掉到地上，摔斷了角。那時，吉姆稱讚並親吻蘿拉。吉姆坦白自己已經訂婚的消息，蘿拉要求他帶走斷角的獨角獸當作禮物，吉姆就離開了。阿曼達得知吉姆要結婚了，她憤怒且殘酷的抨擊湯姆，儘管阿曼達清楚湯姆事先並不知道吉姆已經結婚。最後一幕湯姆提到自己後來很快地離開了家，再也沒回來。在湯姆最後的獨白中，他向母親和姊姊告別，並要求蘿拉在演出結束時熄滅蠟燭。

## 原始百老匯演員
玻璃動物園於1945年3月31日在百老匯的劇院開演，直到1946年6月29日。從1946年7月1日開始搬到了皇家劇院，直到1964年8月3日閉幕。這齣戲劇是由Eddie Dowling和Margo Jones所指導。首演的演員如下：
- 艾迪‧道林飾演湯姆‧溫菲爾德（Tom Wingfield）
- 勞蕾特‧泰勒飾演阿曼達‧溫菲爾德（Amanda Wingfield）
- 朱莉‧海頓飾演蘿拉‧溫菲爾德（Laura Wingfield）
- 安東尼‧·羅斯飾演吉姆‧奧康納（Jim O'Connor）

勞蕾特·泰勒的表現為阿曼達這個腳色製定了一個標準，後來扮演阿曼達的女演員將會被評論，通常不利於她們。在2004的紀綠片《百老匯：黃金時代》 中，資深百老匯排名泰勒的表演是最難忘的。該劇獲得紐約戲劇評論圈獎最佳美國戲劇。
威廉斯將自己能夠帶動時代潮流的功勞歸功於兩個芝加哥評論家克勞迪亞·卡西迪和阿什頓·史蒂文斯，卡西迪寫道，戲劇有「必然會成功的本質」，史蒂文斯寫道此戲劇是「真正具有勇氣的詩篇」。

## 自傳的元素
角色和故事比任何他的其他作品更接近他自己真實的生活。威廉姆斯（他的真名是湯瑪士）就是湯姆，他的母親就是阿曼達。
纖弱蘿拉的構想是來自於他體弱多病且精神不穩定的姐姐蘿絲（在劇中的暱稱為「藍玫瑰」） 雖然也有人認為，蘿拉可能隱含了威廉姆斯自己的問題，引用了他的內向和執著於生活的一部份（以蘿拉這個腳色描寫威廉姆斯和玻璃動物） 威廉姆斯最接近蘿絲的成長過程，1943年他得知震驚的消息，當他不在家時姊姊動了一場腦白質切除術，剩下的日子裡蘿絲失去了行為能力。隨著玻璃動物園的成功，威廉姆斯將一半的版稅給了他母親，後來指定將另一部作品《夏日雲煙》的版稅用來照顧蘿絲，安排她從醫院轉移到一個私人療養院。最終，他要遺棄他大部分的財產，以確保蘿絲能持續獲得醫療照顧。蘿絲死於1996年。。

## 發展
這部戲劇重寫在威廉姆斯的短篇小說《一個女孩的玻璃肖像》中（Portrait of a Girl in Glass，1943；1948出版）。故事也是從敘述者湯姆·溫菲爾德的角度寫的，許多他在玻璃動物園中的獨白直接由小說中引用。某些元素已經從戲劇中被刪除，包括蘿拉迷戀吉姆的雀斑（聯結到她喜歡且經常讀的一本書，吉恩·斯特拉頓-波特的《雀斑》）。一般來說，故事包含與劇本相同的情節，再強調某些部分，並修改腳色的細節（例如：在故事中，吉姆暱稱湯姆「瘦排骨」，而不是「莎士比亞」）。戲劇的另一個基礎是編劇威廉姆斯所寫下的電影劇本《來訪紳士》（The Gentleman Caller），威廉姆斯曾經短暫的成為美國米高梅電影製片公司的一位劇作家，他顯然把埃塞爾·巴里摩爾和朱迪·嘉蘭設想为最终成為阿曼達和蘿拉的角色。但是最後1950年拍攝時，格特魯德·勞倫斯飾演阿曼達，珍·惠曼飾演蘿菈。

## 電影改編版本
好萊塢已有兩部電影版本的玻璃動物園。第一部於1950年上映，由歐文‧瑞博執導，格特魯德·勞倫斯飾演阿曼達，珍·惠曼飾演蘿拉，亞瑟‧甘迺迪飾演湯姆，以及柯克·道格拉斯飾演吉姆。這個版本以當年美國電影的風格來拍攝，故事情節也結合了美滿結局的暗示，但卻被威廉斯視為所有改編自他作品的版本中最差的。紐約時報的記者柏斯利‧克勞瑟寫道：「雖然我們不想這麼說，但勞倫斯小姐在舞台上細膩以及動人的演技都比不上已故的勞蕾特‧泰勒。」這部電影從未發行錄影帶或光碟版本。
第二部於1987年由保羅‧紐曼執導，由喬安娜‧伍德沃飾演阿曼達，凱倫‧艾倫飾演蘿拉，約翰‧馬克維奇飾演湯姆，而詹姆斯‧諾頓飾演吉姆。非要說什麼的話，這部電影甚至會比上一個版本更不受到歡迎然後被觀眾淡忘。然而，紐約時報的評論家指出：「雖然一開始有點生硬，但晚宴那一幕成功地讓劇情好轉。在這緊張氣氛中，由伍德沃小姐飾演的阿曼達彷彿真的從舞台中走了出來。低調的莊嚴是這部電影的主要風格，而最後也完全和威廉斯的設定南轅北轍。」這部電影有發行光碟版本。
有一部廣受歡迎的印度改編版本，是以印度西南部馬拉雅拉姆語拍攝而成。這部電影在2004年發行，片名叫做《遠方》（Akale），由施亞瑪普拉薩德執導。故事背景與主角是1970年代印度南部喀拉拉邦裡的一個英印/拉丁天主教家庭。為了能更吻合劇情，劇中角色都被重新命名（姓氏溫菲爾德被改成德科斯塔，也許是呼應那位拋妻棄子的父親中部分葡萄牙人的血統，因為母親是英裔印度人），但故事內容基本上是相同的。Prithviraj Sukumaran飾演尼爾‧德科斯塔（劇中的湯姆‧溫菲爾德），Geethu Mohandas飾演蘿絲瑪麗‧德科斯塔（蘿拉‧溫菲爾德），Sheela飾演瑪格莉特‧德科斯塔（阿曼達‧溫菲爾德），而Tom George Kolath飾演佛雷迪‧伊凡斯（吉姆‧歐康納）。Sheela獲得印度國家電影獎的最佳女配角，而Geethu Mohandas贏得喀拉拉邦電影獎的最佳女演員。
2011年伊朗電影《Here Without Me》也是一部改編自此劇，以當代伊朗社會為背景的電影。

## 廣播製作
該劇第一次的廣播改編在1951年的戲劇公會所製作的廣播節目上進行，海倫·海斯擔任阿曼達，蒙哥馬利·克利夫特擔任湯姆，凱瑟琳·貝爾德擔任蘿拉，以及卡爾·馬登擔任吉姆。1953年改編出現在優秀劇本廣播系列中，由伊夫林·瓦登飾演阿曼達、傑拉丁·佩之飾演蘿拉。珍·惠曼重新創作了蘿拉這個腳色在1954年Lux廣播電台，菲·貝恩特飾演阿曼達，Frank Lovejoy飾演湯姆以及Tom Brown飾演吉姆。1953年的版本已經不存在，但其他兩個錄音還在市面上流通。1964年凱德蒙唱片公司製作了一張密紋唱片，玻璃動物園成為劇場系列最初的作品。潔西卡·坦迪詮釋阿曼達，蒙哥馬利·克利夫特詮釋湯姆，朱莉·哈里斯詮釋蘿拉，大衛·韋恩詮釋紳士。錄音現在可以以音頻應用程序的形式提供。

## 電視劇製作
第一個電視版本以錄影帶錄製，由雪莉·布思領銜主演，1966年12月8日在哥倫比亞廣播公司播出。芭芭拉·羅登飾演蘿拉，賀爾·賀爾布魯克飾演湯姆，帕特·亨格爾飾演來訪的紳士。布思飾演阿曼達的表現受到艾美獎（美國電視最高榮譽獎）提名。該節目的錄影帶原先以為已經佚失，然而南加州大學的檔案櫃中竟發現了該錄影帶。並於2016年12月8日，也就是該電視劇首次播出後的50年，再次於TCM上撥放。
1973年12月16日，第二個電視節目改編於美國廣播公司撥出，凱瑟琳·赫本飾演阿曼達，山姆·沃特斯頓飾演湯姆，邁克爾·莫里亞蒂飾演吉姆以及喬安娜·邁爾斯飾演蘿拉。它是由安東尼·哈維所指導。（湯姆的獨白在這個初始版本被刪去，開場改成他獨自走在一條小巷，坐在城牆上讀報紙，媽媽和姊姊的聲音出現在第一幕。）四個演員都受到艾美獎提名，由莫里亞蒂和邁爾斯得獎。

## 後期舞台劇作品
玻璃動物園在百老滙曾多次重演。瑪倫·斯塔普萊頓、安妮·皮托尼亞、潔西卡·坦迪、朱莉·哈里斯、潔西卡·蘭格、朱迪思·艾伊，以及切利·琼斯都曾扮演過阿曼達·溫菲爾德這個角色。
- 1965年5月4日至10月2日，於布魯克斯·阿特金森劇院
  - 喬治·格里札爾飾演湯姆·溫菲爾德
  - 派特·辛格爾飾演吉姆·歐康納
  - 派珀·劳瑞飾演蘿拉·溫菲爾德
  - 莫林·斯台普特飾演阿曼達·溫菲爾德
- 1975年12月18日至1976年2月22日，於中環廣場劇院
  - 帕梅拉·佩頓-賴特飾演蘿拉·溫菲爾德
  - 保羅·拉德飾演吉姆·歐康納
  - 莫林·斯台普特飾演阿曼達·溫菲爾德
  - 瑞普·托恩飾演湯姆·溫菲爾德
- 1983年12月1日至1984年2月19日，於尤金·奧尼爾劇院
  - 潔西卡·坦迪飾演阿曼達·溫菲爾德
  - 布魯斯·戴維森飾演湯姆·溫菲爾德
  - 約翰·赫德飾演吉姆·歐康納
  - 阿曼達·普盧莫飾演蘿拉·溫菲爾德
- 1989年於曼徹斯特倫敦交易所，由伊恩·黑斯廷斯執導
  - 愛薇兒·艾爾加飾演阿曼達·溫菲爾德
  - 萊納斯·羅徹飾演湯姆·溫菲爾德
  - 潔拉爾丁·薩莫維爾飾演蘿拉·溫菲爾德
- 1994年11月15日至1995年1月1日，於Criterion Center Stage Right
  - 朱莉·哈里斯飾演阿曼達·溫菲爾德
  - 澤爾科·伊萬內克飾演湯姆·溫菲爾德
  - 凱文·基爾納飾演吉姆·歐康納（紐約戲劇獎提名，最佳男配角獎）
  - 卡莉斯塔·弗洛克哈特初次登上百老滙時飾演的是蘿拉·溫菲爾德。她的表現得到了1995年克拉溫斯德溫特獎的最有前途女演員獎。
- 2005年3月22日到7月3日，於埃塞尔·巴里摩尔剧院
  - 潔西卡·蘭格飾演阿曼達·溫菲爾德
  - 喬許·盧卡斯飾演吉姆·歐康納
  - 莎拉·保羅森飾演蘿拉·溫菲爾德
  - 克里斯汀·史萊特飾演湯姆‧溫菲爾德
- 2008年4月於，於曼徹斯特倫敦交易所由布拉漢‧默里執導
  - 布蘭達·布蕾辛飾演阿曼達‧溫菲爾德
  - 馬克‧阿倫斯飾演湯姆‧溫菲爾德
  - 艾瑪‧漢彌爾頓（英语：Emma Hamilton (actress)）飾演的蘿拉‧溫菲爾德讓她贏得了英國劇場獎
- 2010年3月24日至7月13日，於圓環劇院公司的外百老匯音樂劇場[15]
  - 派屈‧達拉赫飾演湯姆‧溫菲爾德
  - 朱迪思‧艾維飾演阿曼達‧溫菲爾德
  - 綺拉‧基利飾演蘿拉‧溫菲爾德
  - 麥克‧莫斯里飾演吉姆‧歐康納

2013年在百老匯的重演於9月5日開始試演，而9月26日在博茲劇院正式上演，2014年2月23日下檔。主要卡司由切利·琼斯飾演阿曼達‧溫菲爾德，沙查·昆圖飾演湯姆，希莉亞‧基南-博爾傑飾演蘿拉，布萊恩‧J‧史密斯飾演吉姆，而導演為約翰‧帝凡尼。這部電影得到了七項2014托尼獎提名，包含最佳復排話劇、最佳話劇女主角獎（櫻桃‧瓊斯）、最佳話劇男主角獎（布萊恩‧J‧史密斯）、最佳話劇女配角獎（希莉亞‧基南-博爾傑）、最佳話劇場景設計獎（鮑伯‧克勞利）、最佳話劇燈光設計獎（娜塔莎‧卡茨），以及最佳話劇導演獎（約翰‧帝凡尼）。除此之外也得到了三項紐約戲劇獎提名，包含最佳男配角獎（布萊恩‧J‧史密斯）、最佳女配角獎（希莉亞‧基南-博爾傑）、以及最佳配樂獎（妮可‧莫里）。
1997年，基夫·修打蘭藉由在多倫多的皇家亞歷山大劇院和他的母親雪莉‧道格拉斯一同出演加拿大版本的玻璃動物園來回歸他的戲劇老本行。
In October 2016 it was announced that The Glass Menagerie would be returning to the West End, opening in February 2017 at the Duke of York's Theatre.

## 改編劇
玻璃動物園克里斯托弗·杜蘭被滑稽的模仿於一個短作品名為南方戰地鐘聲，其中蘿拉被一個懦弱得憂鬱症患者名叫勞倫斯所取代，而到訪的紳士改名為金尼，是一位聽力受損高大的女性工人。勞倫斯不是珍藏玻璃雕像，而是癡迷於玻璃雞尾酒攪拌器。
瑞安蘭德里和金砂孤兒製作了一個叫做《有機玻璃動物園》的滑稽版改編劇，設置在聯邦緊急事務管理署後卡特里娜新奧爾良的預告片中，藍德里扮演阿曼達，所有演員皆為男性。

## 外部連結
- Detailed plot summary and analysis of The Glass Menagerie
- 百老匯網路資料庫（IDBD）上《玻璃動物園》的资料（英文）
- Study resource for writing about The Glass Menagerie （页面存档备份，存于）
- 1951 Theatre Guild on the Air radio adaptation at Internet Archive
- Museum of the City of New York – Theater still photos of the 1945 production of The Glass Menagerie （页面存档备份，存于）
- Why Expressionism? “The Glass Menagerie”: A Common Core Exemplar

Template:Tennessee Williams
Template:The Glass Menagerie
Template:HelpmannAward Play 2001-2020
Category:1944 plays
Category:Plays by Tennessee Williams
Category:Plays set in Missouri
Category:Autobiographical plays
Category:American plays adapted into films
Category:Random House books